# Лусине Геворкян
Лусине Геворкян (на арменски: Լուսինե Գևորգյան) е руска певица от арменски произход, вокалистка на групите Tracktor Bowling и Louna.

## Биография
Родена е на 21 февруари 1983 г. в Капан, Арменска ССР. Израства в Серпухов, където завършва музикално училище, специалност пиано. По това време участва в доста различни конкурси, в които е оценена като талантлива пианистка Геворкян не желае да получи висше музикално образование и завършва икономика в Московски машиностроителен университет, а през 2006 г. се дипломира и в Московския културен институт, специалност мениджмънт.
Първата група на Лу е Сфера влияния. Заедно с китариста Георгий Веселов събират първия състав на групата през август 2003 г. В репетроара на групата влизат около 10 авторски песни, като само 4 от тях имат студиен запис – „Как Долго“, „4ever“, „Дождаться Рассвета“ и „Минута Молчания“. След напускането на вокалистката обаче групата не успява да се запази и прекратява своята дейност през 2006 г.
От октомври 2004 г. вокалистка на Tracktor Bowling, като заменя Людмила Дьомина. Първия албум на групата с Лу носи заглавието „Черта“ и е издаден през 2005 г. Заснет е клип към едноименната песен, която донася популярност на Tracktor Bowling. Групата успява да се утвърди като едно от водещите имена на руската алтернативна сцена. Следва турне в над 25 града и участие на големи рок фестивали като „Нашествие“ и „Крылья“. През 2006 г. следва албума „Шаги по стеклу“, за който Tracktor Bowling печели наградата за алтернативна група на годината.
През 2008 г. Лу и Виталий Демиденко основават Louna. Проектът бързо добива успех с острите си социални текстове и дебютния албум „Сделай громче!“, издаден през 2010 г. Междувременно Лу пее и в едноименния албум на Tracktor Bowling, като песните „Шрамы“, „Время“ и „Ничья“ стават визитна картичка на групата.
В началото на 2011 г. песента на Louna „Бойцовский клуб“ попада в класациите на НАШЕ Радио, а в края на годината печели награда за песен на годината на радиото. През 2012 г. Louna записва „Время X“, за който Лу печели награда за вокалистка на годината. Паралелно Лусине провежда и свои самостоятелни концерти с акустична програма.
В началото на 2013 г. Louna записва англоезичния албум „Behind a mask“. Английската версия на песента „Мама“ е пусната по американските радиостанции, а Лу е сравнявана с Мария Бринк от In this moment. Следва турне в САЩ в 26 града в 13 щата и положителни рецензии на англоезичния албум. Групата е възприета добре зад Океана, като песента „Up there“ попада в националната класация на САЩ под номер 89.
На 31 октомври 2014 г. Геворкян става майка за първи път. На бял свят се появява синът на Лу и Виталий Демиденко Максим.
През 2015 г. Tracktor Bowling възобновява дейност и издава албум след петгодишно прекъсване, озаглавен „Бесконечность“. Групата се разпада окончателно през 2017 г. Геворкян изпълнява песни на Tracktor Bowling заедно с китариста на групата Андрей Селезньов и челистката Ирина Лвова (Risha) във формацията Лу/Мульт/Risha. В началото на 2016 г. Louna провежда концерт с оркестър Глобалис и пуска новия си сингъл „18+“.
Паралелно Лусине участва в песни на групи като Lumen, Тараканы и Чёрный обелиск. През лятото на 2016 г. съвместната ѝ песен с група ГильZа „Миру мир“ влиза в националните класации.
През 2018 г. печели наградата на солистка на годината от класацията „Чартова дюжина“. Същата година излиза петият албум на Louna „Полюса“, като са заснети клипове към едноименната песен и сингъла „Исскуство“. В албума за първи път е включена песен, цялостно композирана от Геворкян – Колыбельная".

## Дискография

### Tracktor Bowling
- 2005 – Черта (CD, Moroz Records)
- 2006 – Шаги по стеклу (CD, Moroz Records)
- 2007 – Полгода До Весны… (2CD Album+Live, A-One Records)
- 2010 – Tracktor Bowling (2CD Album+Single, Souyz Music)
- 2015 – Бесконечность (CD, Souyz Music)
- 2016 – 20:16 (CD, Souyz Music)

### Louna
- 2010 – „Сделай громче!“
- 2012 – „Время X“
- 2013 – Behind a mask
- 2013 – „Мы – это Louna“
- 2013 – „Проснись и пой!“ (концертен албум)
- 2015 – „The best of“ (компилация)
- 2016 – „Песни о мире“ (концертен албум)
- 2016 – „Дивный новый мир“
- 2018 – „Полюса“
- 2018 – „Panopticon“
- 2020 - „Начало нового круга“
- 2021 - „Обратная сторона“ (акустичен албум)